# Akut poststreptokockglomerulonefrit
Akut poststreptokockglomerulonefrit, njursjukdom, är den vanligaste postinfektiösa infektionen, men även andra bakterier än streptokocker kan utlösa glomerulonefriter. Sjukdomen är mycket vanligare hos barn än hos vuxna. Den är ovanlig i industriländer. Den bryter ofta ut 1-2 veckor efter en halsinfektion. 
Minskad njurkapacitet, svullnad (ödem), högt blodtryck och blod i urinen är vanligt. Diagnosen bekräftas med blodprov som förekomst av förhöjda streptokockantikroppar och lågt komplementprov C3. Det finns ingen specifik behandling, men ibland används blodtrycksmediciner för att sänka blodtrycket. Urindrivande mediciner kan också bli aktuella. Inom två veckor tillfrisknar de allra flesta och njuren återfår sin forna fulla funktion. 